# Mobolaji Akiode
Mobolaji Akiode (12 de maio de 1982) é uma basquetebolista nigeriana.

## Carreira
Mobolaji Akiode integrou a Seleção Nigeriana de Basquetebol Feminino em Atenas 2004, terminando na décima-primeira posição.